# Pseudagapostemon tessellatus
Pseudagapostemon tessellatus là một loài Hymenoptera trong họ Halictidae. Loài này được Cure mô tả khoa học năm 1989.